# Chemikalien-Risikoreduktions-Verordnung
Die Chemikalien-Risikoreduktions-Verordnung (ChemRRV) ist eine schweizerische Gesetzgebung, die auf Verordnungsstufe den Umgang mit besonders gefährlichen Stoffen, Zubereitungen und Gegenständen verbietet oder einschränkt bzw. den Umgang damit regelt. Die ChemRRV löste 2005 die Verordnung über umweltgefährdende Stoffe (Stoffverordnung) ab.
Die Verordnung beinhaltet bewilligungspflichtige Anwendungen und Bewilligungsvoraussetzungen bei der Verwendung von Pflanzenschutzmitteln, Schädlingsbekämpfungsmitteln, Desinfektionsmitteln und Holzschutzmitteln. Ferner ist der Umgang mit Kältemitteln geregelt.
Die Bestimmungen der europäischen RoHS-Richtlinie wurden in der ChemRRV (Anhang 2.18) in nationales Recht übernommen.
Die ChemRRV gilt auch in Liechtenstein.

## Anhänge
Die Verordnung hat zwei Anhänge:
1. Bestimmungen für bestimmte Stoffe
1.1 Persistente organische Schadstoffe
1.2 Halogenierte organische Stoffe
1.3 Aliphatische Chlorkohlenwasserstoffe
1.4 Ozonschichtabbauende Stoffe
1.5 In der Luft stabile Stoffe[5]
1.6 Asbest
1.7 Quecksilber
1.8 Octylphenol, Nonylphenol und deren Ethoxylate
1.9 Stoffe mit flammhemmender Wirkung
1.10 Krebserzeugende, erbgutverändernde und fortpflanzungsgefährdende Stoffe
1.11 Gefährliche flüssige Stoffe
1.12 Benzol und Homologe
1.13 Nitroaromaten, aromatische Amine und Azofarbstoffe
1.14 Zinnorganische Verbindungen
1.15 Teere
1.16 Per- und polyfluorierte Alkylverbindungen
1.17 Stoffe nach Anhang XIV der Verordnung (EG) Nr. 1907/2006
1.18 Phthalate
1.19 Cyclische Siloxane
2. Bestimmungen für Gruppen von Zubereitungen und Gegenständen
2.1 Textilwaschmittel
2.2 Reinigungs- und Desodorierungsmittel
2.3 Lösungsmittel
2.4 Biozidprodukte
2.5 Pflanzenschutzmittel
2.6 Dünger
2.7 Auftaumittel
2.8 Anstrichfarben und Lacke
2.9 Kunststoffe, deren Monomere und Additive
2.10 Kältemittel
2.11 Löschmittel
2.12 Aerosolpackungen
2.13 Brennstoffzusätze
2.14 Kondensatoren und Transformatoren
2.15 Batterien
2.16 Besondere Bestimmungen zu Metallen
2.17 Holzwerkstoffe
2.18 Elektro- und Elektronikgeräte